# Јохан Нескенс
Јоханес Јакобус (Јохан) Нескенс (хол. Johannes Jacobus (Johan) Neeskens; Хемстеде, 15. септембар 1951 — 6. октобар 2024) био је холандски фудбалер, који је играо на позицији везног играча, а радио је као фудбалски тренер. Као играч, био је важан у тиму Холандије на Светским првенствима 1974. и 1978, када је Холандија оба пута била друга. Године 2004. Пеле га је уврстио међу најбољих 125 живих фудбалера.

## Клупска каријера
Нескенс је почео своју каријеру у РК Хемстеде, а онда је уочен од стране Ринуса Михелса и прелази у Ајакс 1970. године. Показао се одличним на позицији десног бека, на којој је играо у финалу Купа шампиона 1971. против Панатинаикоса, где је Ајакс победио 2:0. Током сезоне 1971/72. Нескенс почиње више да игра у средини. Са Ајаксом осваја 3 узастопне титуле првака Европе, а након тога се 1974. придружује Михелсу и Кројфу у Барселони. Са Барселоном за 5 година осваја један Куп Шпаније 1977/78. и један Куп победника купова 1978/79. Након Барселоне прелази у Њујорк космос где такође остаје 5 година. Након Њујорк космоса играо је за многе клубове, да би коначно 1991. отишао у пензију.

## Репрезентативна каријера
За репрезентацију Холандије Нескенс је дебитовао против Источне Немачке новембра 1970. У финалу Светског првенства 1974. постигао је гол са пенала против Западне Немачке, већ у 2. минуту утакмице за 1 : 0. Ипак, Западна Немачка је на крају победила 2:1. На следећем Светском првенству 1978, Нескенс је против Шкотске задобио повреду ребра због чега је пропустио наредне 2 утакмице. Ипак, играо је финале против Аргентине, где је Холандија опет изгубила од домаћина првенства, 3:1 након продужетака. Своју последњу утакмицу за репрезентацију одиграо је против Француске 1981.

## Стил игре
Челични везни играч који је био неуморни тркач, али је такође имао лепу технику и постизао голове, помажући да Кројф заблиста. „Вредео је као два играча у везном реду”, рекао је саиграч Сјак Сварт.

## Трофеји
Ајакс
- Ередивизија: 1971/72, 1972/73.
- Куп Холандије: 1970/71, 1971/72.
- Куп шампиона: 1970/71, 1971/72, 1972/73.
- Интерконтинентални куп: 1972.
- УЕФА суперкуп: 1972, 1973.

Барселона
- Куп Шпаније: 1977/78.
- Куп победника купова: 1978/79.

Индивидуални
- Део најбољег тима Светског првенства 1974.
- ФИФА 100